# Mathew Anikuzhikattil
Mathew Anikuzhikattil (ur. 23 września 1942 w Kunchithanny, zm. 1 maja 2020 w Kolenchery) – indyjski duchowny syromalabarski, od 2003 do 2018 biskup Idukki.

## Życiorys
Święcenia kapłańskie przyjął 15 marca 1971. W latach 1985–1989 doktoryzował się z liturgiki we flamandzkiej części Katolickiego Uniwersytetu Lowanium. Inkardynowany do eparchii Kothamangalam, przez kilkanaście lat pracował duszpastersko na jej terenie. Po powrocie z Belgii w 1989 ponownie pracował w duszpasterstwie parafialnym, zaś w 1990 został kanclerzem kurii eparchialnej. W 2000 został mianowany rektorem niższego seminarium w Kothamangalam.
15 stycznia 2003 został mianowany biskupem nowo utworzonej eparchii Idukki. Sakry udzielił mu 2 marca 2003 kard. Varkey Vithayathil.
12 stycznia 2018 przeszedł na emeryturę.